# Аминта II Македонски
Вижте пояснителната страница за други личности с името Аминта.
Аминта II Малкия (на старогръцки: Ἀμύντας Βʹ) от династията Аргеади е цар на Древна Македония през 394 г. пр. Хр. – 393 г. пр. Хр.
Той е син на Филип или Менелай, син на Александър I, цар на Македония.
След убийството на Алкет II и неговия син Александър, Пердика II изгонва своя по-голям брат и легитимен престолонаследник Филип от Македония. Филип, бащата на Аминта, бяга при Ситалк, царят на Одриска Тракия. През следващато време Филип участва в различни експедиции против Пердика II. През 429 г. пр. Хр. Ситалк събира войска от 150 000 души и тръгва против Пердика, за да постави Аминта на трона. Той завладява североизточната част на Македония и Аминта започва своето управление. Едва през 393 г. пр. Хр. той успява, чрез убийството на Павзаний, да управлява цялото царство. Същата година Аминта е убит от Дердас от Елимия и Аминта III се възкачва на трона на Македония.
Заради честото име Аминта по това време при древните автори често има объркване. Така Аминта II, синът на Архелай с една допълнителна жена, е бъркан с Аминта III, синът на Аридей II.